# Gompie
Gompie — голландская группа из города Неймеген, которая в 1995 году записала отредактированную версию хита группы Smokie «Living Next Door to Alice». Была добавлена только одна строчка «Alice, who the fuck is Alice?!». Композиция достигла 17-го места в чартах Великобритании и первого места в Нидерландах.

## История
Популярная песня группы Smokie «Living next door to Alice» регулярно игралась группой в кафе «Gompie». Когда в песне звучало имя «Алиса», это был сигнал для диск-жокея, приглушить звук, и все посетители кафе кричали «Alice, who the fuck is Alice?!» («Элис, какая к чёрту Элис?!»). Роб Петерс (Rob Peters), директор маленькой звукозаписывающей компании, случайно посетил Gompie однажды вечером, услышал это исполнение и понял, что из него может выйти хит. Он рассказал об этом своему другу Питеру (Peter Koelewijn), и через день композиция была записана. Название кафе «Gompie» было выбрано в качестве названия группы.
Сингл стал большим хитом в Бенилюкс и некоторых других странах. В Великобритании и Соединённых Штатах, подвергнутая цензуре версия была выпущена под названием «Alice, who the bleep is Alice?!». Она попала в чарты в Великобритании (хотя была менее популярна чем перепевка Smokie собственной песни вместе с Roy 'Chubby' Brown), но осталась незамеченной в США. Smokie также стала первой группой в истории, попавшей в хит-парад с песней, содержащей слово «fuck».
Композиция «Элис», записанная Михаилом Башаковым и группой «Конец фильма» в 1999 году, является аллюзией на версию группы Gompie.